# Kisasszonyfa
Kisasszonyfa est un village et une commune du comitat de Baranya en Hongrie.

## Histoire
Kisasszonyfa et ses environs est habité depuis la Préhistoire. Des fouilles ont mis au jour des restes de palissades datant de l'Empire romain et des restes de tombes Avars. La première mention écrite de Kisasszonyfa date de 1270.

## Personnages célèbres
- Miklós Istvánffy (1538-1615), historien et vice-Palatin de Hongrie, y est né au château Istvánffy.

## Édifices et lieux d'intérêt
- Église catholique romaine de 1765 : Notre-Dame du Saint-Patron (Boldogasszony védőszentje)
- Château Istvánffy (Istvánffy kastély)